# Hongba
Hongba (kinesiska: 洪坝乡, 洪坝) är en socken i Kina. Den ligger i provinsen Sichuan, i den sydvästra delen av landet, omkring 250 kilometer sydväst om provinshuvudstaden Chengdu. Antalet invånare är 1 025. Befolkningen består av 445 kvinnor och 580 män. Barn under 15 år utgör 21,0 %, vuxna 15-64 år 74 %, och äldre över 65 år 4,0 %.
Genomsnittlig årsnederbörd är 1 220 millimeter. Den regnigaste månaden är juli, med i genomsnitt 251 mm nederbörd, och den torraste är januari, med 5 mm nederbörd.